# Carlos Mozer
José Carlos Nepomuceno Mozer (Río de Janeiro, 19 de septiembre de 1960) conocido simplemente como Mozer, es un exfutbolista brasileño que se desempeñaba como defensa. Fue internacional 32 veces para la selección de fútbol de Brasil entre 1983 y 1994.

## Trayectoria

### Flamengo
Mozer llegó al Flamengo cuando aún era juvenil y con buen desempeño ascendió al equipo profesional en 1980. Tras la salida de los defensas principales Rondineli y Luís Pereira, asumió la defensa del Flamengo en la temporada 81, de donde sólo salió cuando fue traspasado.
Mozer dejó el Flamengo con 292 partidos, 166 victorias, 168 empates y 58 derrotas; 21 goles. Fue el guardia de seguridad en la defensa del histórico Flamengo a principios de la década de 1980. Con el Rubro-Negro, conquistó los Campeonatos Brasileños de 1980, 1982, 1983, la Copa Libertadores de América en 1981, el Mundial de 1981 y el Campeonato Carioca en 1981 y 1986.

### Benfica
Necesitado de recaudar fondos, el Flamengo anunció su venta al SL Benfica por 500.000 dólares (unos 21,6 millones de dólares checos al tipo de cambio de la época) el 28 de junio de 1987, pocos días después de finalizar la Copa de Río. Curiosamente, el defensa casi acabó en el Porto, el primer club que mostró interés en ficharlo después de que se enfrentara al Fla en un torneo en París. El 26 de julio de 1987, Mozer debutó en el amistoso entre Grasshoppers y Benfica, en el que el equipo portugués ganó 5-1.
Demostrando grandes cualidades defensivas y un excelente posicionamiento, el defensa jugó grandes partidos en su primera temporada vistiendo la camiseta roja, pero no ganó ningún título en su primera temporada con el club rojo lisboeta. En su segunda temporada, ganó el título portugués. En la misma temporada, ganó la Supercopa de Portugal, que se disputa a principios de temporada. Terminó su primera etapa con 79 partidos y 11 goles.

### Olympique de Marsella
Tras una gran etapa en Lisboa, en 1989 fue transferido al Olympique de Marsella por 25 millones de francos.
Carlos Mozer permaneció durante 3 temporadas. Durante estas tres temporadas, disputó 118 partidos y marcó 6 goles. Es tres veces campeón de Francia vistiendo la camiseta del OM, lo que le convierte en parte de la historia del club. En 1991, perdió otra final de la Liga de Campeones contra el Estrella Roja de Belgrado, también en los penaltis. También marca lo suyo.

### Regreso a Benfica
Su regreso al Benfica fue exitoso pero sin el mismo vigor que antes. Contudo passó tres temporadas.

### Kashima Antlers
Luego, el jugador decidió sumarse al fútbol japonés y fue destinado al Kashima Antlers, club dirigido por su amigo Zico. A sus 36 años, Mozer estaba en camino de conquistar el Campeonato Japonés de 1996. Como la mayoría de ellos fueron expulsados en 1995, no fueron enviados al equipo. Assim não se firmando no time titular.

### Clubes
| Club                  | País     | Año       |
| --------------------- | -------- | --------- |
| Flamengo              | Brasil   | 1980-1987 |
| SL Benfica            | Portugal | 1987-1989 |
| Olympique de Marsella | Francia  | 1989-1992 |
| SL Benfica            | Portugal | 1992-1995 |
| Kashima Antlers       | Japón    | 1995-1996 |

### Selección nacional
| Selección | País   | Año       |
| --------- | ------ | --------- |
| Absoluta  | Brasil | 1983-1994 |

## Estadística de equipo nacional
| Selección de fútbol de Brasil | Selección de fútbol de Brasil | Selección de fútbol de Brasil |
| Año                           | Part.                         | Goles                         |
| ----------------------------- | ----------------------------- | ----------------------------- |
| 1983                          | 9                             | 0                             |
| 1984                          | 3                             | 0                             |
| 1985                          | 6                             | 0                             |
| 1986                          | 5                             | 0                             |
| 1987                          | 0                             | 0                             |
| 1988                          | 0                             | 0                             |
| 1989                          | 2                             | 0                             |
| 1990                          | 4                             | 0                             |
| 1991                          | 0                             | 0                             |
| 1992                          | 1                             | 0                             |
| 1993                          | 1                             | 0                             |
| 1994                          | 1                             | 0                             |
| Total                         | 32                            | 0                             |

## Palmarés

### Títulos regionales
| Título             | Club          | Estado         | Año  |
| ------------------ | ------------- | -------------- | ---- |
| Campeonato Carioca | C.R. Flamengo | Río de Janeiro | 1981 |
| Campeonato Carioca | C.R. Flamengo | Río de Janeiro | 1986 |

### Títulos nacionales
| Título                        | Club                   | País     | Año     |
| ----------------------------- | ---------------------- | -------- | ------- |
| Serie A                       | C.R. Flamengo          | Brasil   | 1980    |
| Serie A                       | C.R. Flamengo          | Brasil   | 1982    |
| Serie A                       | C.R. Flamengo          | Brasil   | 1983    |
| Primeira Liga                 | S.L. Benfica           | Portugal | 1988-89 |
| Supercopa Cândido de Oliveira | S.L. Benfica           | Portugal | 1989    |
| División 1                    | Olympique de Marseille | Francia  | 1989-90 |
| División 1                    | Olympique de Marseille | Francia  | 1990-91 |
| División 1                    | Olympique de Marseille | Francia  | 1991-92 |
| Copa de Portugal              | S.L. Benfica           | Portugal | 1992-93 |
| Primeira Liga                 | S.L. Benfica           | Portugal | 1993-94 |
| J. League                     | Kashima Antlers        | Japón    | 1996    |

### Títulos internacionales
| Título                | Club          | Sede       | Año  |
| --------------------- | ------------- | ---------- | ---- |
| Copa Libertadores     | C.R. Flamengo | Montevideo | 1981 |
| Copa Intercontinental | C.R. Flamengo | Tokio      | 1981 |